# Mika Kobayashi
Mika Kobayashi (Hiroshima, 31 de maio de 1978) é uma cantora e compositora japonesa. Ela costuma ser escolhida como vocalista frequentemente por Hiroyuki Sawano. Ela fez temas para animes como Shingeki no Kyojin, Kill la Kill, Blue Exorcist, Seraph of the End, e Gundam Unicorn; além de canções para jogos como Final Fantasy XI e Xenoblade Chronicles X.
A partir de 2010, começou a fazer shows internacionais anualmente, principalmente em países da Europa. Ela também começou a fazer shows com o grupo Kengishu KAMUI, onde ela toca piano e canta enquanto eles fazem apresentações de samurai.
Em 2016, criou sua própria gravadora, a miccabose.
Em 2019, veio ao Brasil para se apresentar na Anime Friends, um ano após lançar seu álbum "Mika Type Ro" No mesmo ano, se apresentou pela segunda vez na Tailândia, onde revelou que seu processo de trabalho com Sawano é receber uma demo do compositor e cantar de acordo com seus próprios sentimentos. Entretanto, quando se trata de seus álbuns pessoais, ela compõe as próprias músicas, usando um piano.
Em 2023, se apresentou na Arábia Saudita.
Em 2024, se apresentou no Anime Summit, em Brasília.

## Músicas em animes
βios, em Guilty Crown
βios - Delta, em Guilty Crown
Before My Body Is Dry, em Kill la Kill
Through My Blood, em Koutetsujou no Kabaneri
Attack on Titan, em Shingeki no Kyojin
Yamanai Ame, em Shingeki no Kyojin (filme)
Baukloetze, em Shingeki no Kyojin
Call Me Later, em Blue Exorcist
Jump: Mayppai Dakishimete, em Hand Maid May
Ego, em Gundam Unicorn
Breathless, em Aldnoah.Zero
Yokoshima Chi no Shoujo Main Theme, em Yakusoku no Neverland

## Músicas em jogos de vídeo game
Forever Today, em Final Fantasy XI
Your Voice, em Xenoblade Chronicles X
Uncontrollable, em Xenoblade Chronicles X